# Ramón Henderson
Ramón Gaspar Henderson (nacido el 18 de agosto de 1963 en Monción, Santiago Rodríguez, República Dominicana) fue el preparador de bullpen del equipo de los Filis de Filadelfia en la Grandes Ligas de Béisbol de 1998 a 2008. En 2008, se le asignó una posición de preparador de ligas menores con el equipo de novatos Clearwater Phillies. Al final del 2009, fue liberado por la organización de los Filis y actualmente no está involucrado en ningún equipo ni de las mayores ni de las menores. Henderson también jugó béisbol de ligas menores como infielder en la organización de los Filis desde 1982 hasta 1989.
Henderson es más conocido, sin embargo, por su papel en los Juego de Estrellas de 2005 y 2006, donde le lanzó a los campeones del Home Run Derby de ambos años (el jardinero Bobby Abreu y el primera base Ryan Howard, respectivamente). Su actuación en el derbi de 2005 llevó al bateador designado David Ortiz y al campocorto Miguel Tejada a pedirle que le lanzara a ellos también en el derbi de 2006.
Henderson perdió la mayor parte de la temporada 2008 por motivos personales. Está casado con Sally Henderson, y juntos tienen dos hijas y 3 hijos.